# Jojk

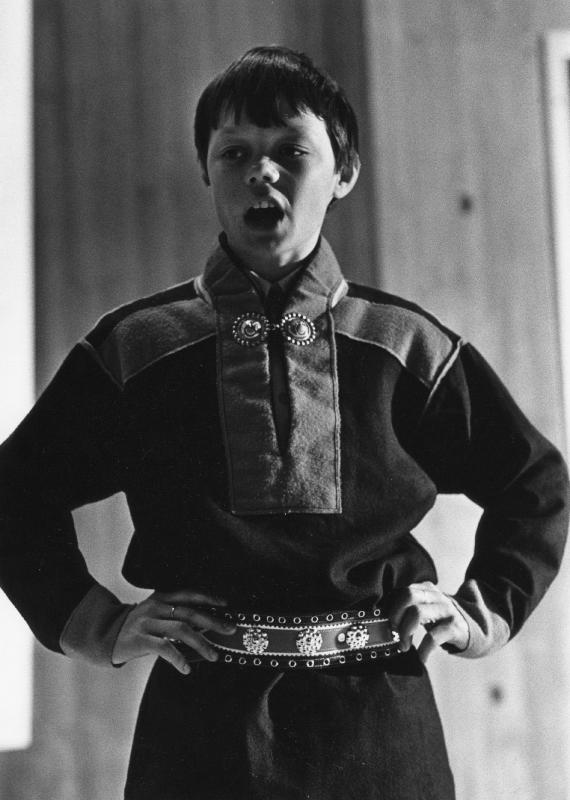
Aarne G. från Utsjoki sjunger jojk.

Jojk (nordsamiska: luohti eller juoiggus, lulesamiska: vuolle, sydsamiska: vuelie, umesamiska: vuöllie, skoltsamiska: leu'dd) är ett urgammalt samiskt sångsätt och fungerar som en kulturbärande del av den samiska traditionen. Det svenska ordet jojka kommer ursprungligen från det nordsamiska verbet juoigat, som med små variationer återfinns i alla samiska språk.
En jojk kan, men måste inte innehålla några ord eller meningar: dessa kallas dájahusat på nordsamiska och tsåbmat på lulesamiska. Jojkmelodier innehåller ibland bara ljud och förmedlar budskap och känslor med hjälp av dessa. Rytmen, melodin och den eventuella texten skapar tillsammans en helhet som förmedlar jojkens innebörd. Själva jojkens innehåll kan variera, renen är återkommande, likaså naturen och känslor. Helt ovanligt är inte heller att den är kristen. När det kommer till de religiösa jojkarna och så kallad andlig sång är det dock inte alltid glasklart vad som är vad.
Jojken har traditionellt utförts ensam och ensamheten fungerar också som ett sätt för jojkaren komma i kontakt med sig själv. Traditionellt användes också jojken tillsammans med den samiska trumman i vissa religiösa ceremonier. En jojk handlar ej om något eller någon, man jojkar till exempel inte om en känsla eller person, utan istället som om man vore den känslan eller personen.
Teknikmässigt kan jojk likna sångsätt från andra kulturer, till exempel sångtekniker hos vissa nordamerikanska ursprungsfolk. Men det bredare fenomenet icke-verbal sång återfinns på många håll i världen, i vitt skilda genrer och vid olika tillfällen i historien. 
Samma teknik används även inom den Tornedalska musiktraditionen.

## Regionala variationer
Eftersom det finns ett antal olika samiska dialekter kan jojken låta väldigt olika delar av Sápmi. Den östsamiska jojken innehåller många gånger en berättarteknik med välutvecklade texter medan den västsamiska generellt är kortare och innehåller språkliga komponenter som inte finns i det vanliga språket. Det är mycket möjligt att tvångsförflyttningen av nordsamer har påverkat de mer sydliga områdens jojk.

### Vuelie och Vuöllie
Den sydsamiska jojken kallas vuelie medan den umesamiska jojken kallas för vuöllie. Jojktraditionen har på grund av mötet med kristendomen i viss del gått förlorad inom det sydligaste samiska området, men idag finns det många syd- och umesamiska artister, såsom Jon-Henrik Fjällgren, Marja Mortensson, Jörgen Stenberg, Katarina Barruk, Saara Hermansson och Sara Ajnnak som för den syd- och umesamiska jojktraditionen vidare. Även band som Almetjh Tjöönghkeme som på 1990-talet blandade jojk med rockmusik har varit viktiga för den sydsamiska jojkens fortlevnad.

### Luohti
Luohti är den nordsamiska varianten och idag den mest utvecklade och kända jojkstilen.

### Leu'dd
Den östsamiska jojken benämns leu'dd.

## Personjojk
En så kallad personjojk är som namnet antyder en jojk som jojkas som en viss person. Vanligtvis jojkas inte en personjojk av personen som fått den sig tillägnad, utan det gör andra. Personjojkar kan hålla en person vid liv även när den gått bort då de kan jojkas i år och dagar.

## Kyrkans och utomståendes syn
I och med kyrkans allt starkare närvaro i Sápmi under 1600-talet började många präster betrakta jojken som något syndigt och icke förenbart med kristen religion.

Svensken Karl Bernhard Wiklund uttryckte i sin bok Lapparnes sång och poesi en exotifiering av jojken vilket blir tydligt med följande citat:
"De gamla schamanerna äro döda och glömda, deras dånande trummor se vi nu blott pä museerna, deras dans är nästan spårlöst försvunnen ur traditionen, deras förkristna religiösa föreställningar kunna vi studera blott i gamla böcker och manuskript. I sången och poesin stå våra lappar dock ännu till en del kvar på den gamla ståndpunkten. Här kunna vi, då den enkla joikningen ljuder i vårt öra, drömma oss tillbaka till länge sedan svunna sekler och se den gråa forntiden öppna sig inför oss. Intet under då, att äfven vi med intresse kunna åhöra lappens enkla visa!" 
Ytterligare beskriver Wiklund i sin bok hur både allmänhetens och kyrkans syn och förhållningssätt har påverkat jojken:
"Det nedsättande omdöme om detta sångsätt, som lapparne så ofta fått höra af sina fastboende grannar, har säkerligen också, jämte de religiösa betänkligheterna, gjort sitt till att förkväfva joikningen och bringa den i vanrykte äfven bland lapparne själfva."
Något som kan benämnas som en vändpunkt gällande jojkens plats i Svenska kyrkan skedde 1993 då den svenska ärkebiskopen uttryckte en acceptans gällande jojken i kyrkan och när prästen Johan Märak efter det jojkade i Luleå domkyrka.

## Historieberättare
Jojken har fungerat och fungerar fortfarande som ett sätt att bevara historia och kultur och än idag är jojken en av de viktigaste broarna till nästa generation.
Samen Johan Turi beskrev jojken i sin bok En bok om samernas liv som "en konst att minnas andra människor. Somliga minnas i hat och minnas i kärlek, och andra minnas i sorg”.

## Artister
- Mari Boine
- Wimme Saari
- Victoria Harnesk
- Sofia Jannok
- Johan Märak
- Nils-Aslak Valkeapää
- Niko Valkeapää
- Simon Marainen
- Jon Henrik Fjällgren
- Maxida Märak
- Sápmi Sisters
- Sara Marielle Gaup
- Inga Juuso
- Hilda Länsman
- Ola Stinnerbom
- Almetjh Tjöönghkeme
- Najana
- Piera Balto[21]